# Tauno Marttinen
Tauno Olavi Marttinen, né le 27 septembre 1912 à Helsinki, décédé le 18 juillet 2008 à Janakkala, est un compositeur, critique musical et chef d'orchestre finlandais.
Il a aussi utilisé les pseudonymes Musicus, T. Tumma et Tauno Tuomisto.

## Biographie
Marttinen étudie à la fois le piano et la composition à l'Institut de musique de Viipuri (Vyborg) dans les années 1920 avec Eino Lindholm et Peter Akimoff puis à l'Académie Sibelius à Helsinki à partir de 1930 avec Palmgren et Ilmari Hannikainen. 
Il travaille également avec Wladimir Vogel en Suisse. De 1950 à 1975, il est directeur de l'Institut de Musique de Hämeenlinna.
Ses premières œuvres relèvent principalement du romantisme national tardif. 
Sa production comprend dix symphonies, plusieurs concertos, des opéras et de la musique de chambre.
De 1949 à 1958, il est chef de l'orchestre municipal d'Hämeenlinna et à partir de 1963, critique musical pour le journal Hämeen Sanomat.
En 1965, Marttinen a reçu la médaille Pro Finlandia.
Marttinen est nommé professeur par le président Urho Kekkonen en 1972.
Après avoir longtemps résidé à Hämeenlinna, le compositeur a passé les dernières années de sa vie à Turenki.
Son frère Veikko Marttinen (fi) (1917-2003) est artiste peintre et son fils Rauno Marttinen est danseur.

## Œuvres
Le néerlandais Dirk Meijer a établi le catalogue des compositions de Marttinen qui comprend 750 œuvres.

### Œuvres pour la scène

#### Opéras
- Neiti Gamardin talo (La Maison de Dame Gamard) (d'après Honoré de Balzac, 1960-71)
- Päällysviitta (Le Manteau), op. 17, opéra pour la télévision (d'après Nicolas Gogol, 1962-63)
- Kihlaus (L'Engagement), op. 20 (d'après Aleksis Kivi, 1964)
- Apotti ja ikäneito (L'Abbé et la vieille servante) (d'après Balzac, 1965)
- Tulitikikkuja lainaamassa (En empruntant des allumettes) (d'après Maiju Lassila, 1965)
- Lea, op. 33 (d'après Aleksis Kivi, 1967)
- Poltettu oranssi (L'Orange brûlée), opéra pour la télévision (d'après Eeva-Liisa Manner, 1968)
- Mestari Patelin (Maître Pathelin), opéra de chambre (1969-72)
- Järvelän Santra op. 76 (d'après Teuvo Pakkala, 1972)
- Psykiatri op. 93 (1974-75, Bayreuth 1975)
- Noitarumpu (Le Tambour du Shaman) (d'après Nilla Outakoski, 1974-76)
- Psykiatri (Le Psychiatre) (1974)
- Meedio (Le Medium), opéra a cappella op. 105 (1975-76)
- Jaarlin sisar (La Sœur du comte), op. 126 (d'après Veikko Isomäki, 1977)
- Faaraon kirje (La Lettre du Pharaon)  (d'après Erkki Mutru, 1978-80)
- Suuren joen laumu (Chant du grand fleuve) (d'après Taisto Yrjänä, 1982-84)
- Häät op. 244 (d'après Anton Tchekhov, 1984)
- Hölmöläisooppera op. 261 (1986-87, Kerava 1987)
- Seitsemän veljestä (Les sept frères), op. 273 (d'après Aleksis Kivi, 1987)
- Noidan kirous op. 273 (d'après Erkki Mutru, 1987)
- Veljesten myöhemmät vaiheet (d'après Aleksis Kivi, 1989)
- Minna Graucher op. 280 (1992-93)
- Mooses, op. 309 (d'après Erkki Mutru)

### Comédie musicale
- Kullanmuru (Le Trésor doré) op. 180 (1980)

#### Ballets
- Tikkaat (L'Échelle), op. 21 (1955)
- Hymny tikkaiden juurella (Le Sourire au pied de l'échelle), d'après Henry Miller (1965)
- Lumikuningatar (La Reine des Neiges), op. 54 (1970) Texte: Hans Christian Andersen
- Beatrice, op. 57 (1970, créé le 24 février 1972) Texte: Dante Alighieri
- Päivänpäästö (Le Soleil hors de la Lune) (1975-77)
- Ruma ankanpoikanen (Le vilain petit canard), op. 115 (1976/1983) Texte: H.C. Andersen

### Œuvres orchestrales (liste partielle)

#### Symphonies
- Symphonie no 1 op. 2 (1958)
- Symphonie no 2 op. 4 (1959)
- Symphonie no 3 op. 18 (1960–62)
- Symphonie no 4 op. 31 (1964)
- Symphonie no 5 op. 35 Der Priester (1967–72)
- Symphonie no 6 op. 92 (1974–75)
- Symphonie no 7 op. 136 (1977)
- Symphonie no 8 op. 224 (1983)
- Symphonie no 9 op. 260 (1986–88)
- Symphonie no 10 (1998)

#### Autres œuvres orchestrales
- Linnunrata (La Voie lactée), op. 7 (1960-61) pour percussion, clavier, célesta et cordes
- Fauni, op. 26 (1965) pour percussion, harpe et cordes
- Panu, tulen jumala (Panu, dieu du feu) op. 28 (1966)
- Manalan linnut op. 38 (1964)
- Parnassus, orchestre de vents op. 41/2 (1967)
- Mont Saint Michel op. 42 (1968)
- Vanha linna op. 49 (1969-70)
- Pentalia op. 50 (1969)
- Pohjolaisia, orchestre de vents op. 76 (1973)
- Yö linnakkeessa, orchestre de vents op. 150 (1978)
- Elegia, pour cordes et harpe op. 169 (1979)
- Voces Polaris op. 173 (1979)
- Sirius, orchestre de vents op. 181/2 (1980)
- Väinämöisen synty op. 201 (1981)
- Pohjolan neiti op. 213/1 (1982)
- Väinämöisen lähtö Pohjolaan op. 213/2 (1984)
- Concerto grosso op. 216/2 (1983)
- Profeetta (Prophète) op. 234 (1984)
- Konsertto puhallinorkesterille (Concerto pour orchestre de cuivres) op. 241/2 (1984)
- Matka aamun maahan orchestre à cordes op. 242 (1984)
- Tiibetiläinen fantasia op. 250 (1985)
- Surumarssi, orchestre de vents op. 291 (1978)
- Lemminkäisen lähtö Pohjolaan op. 312 (1990)
- Maailman synty (Naissance du monde) (1966)

### Concertos (liste partielle)
- Rembrandt op. 11 (1962) pour violoncelle et orchestre
- Concerto pour violon op. 13 (1962)
- Concerto pour violoncelle Dalai lama op. 30 (1966/79)
- Concerto pour clarinette op. 89 (1974)
- Concerto pour basson op. 40 (1971/83-84)
- Die alte Mühle pour clarinette solo op. 143
- Concerto espagnol op. 144 pour flûte et orchestre
- Concerto pour piano no 1 op. 23 (1964)
- Concerto pour piano no 2 op. 74 (1972)
- Concerto pour piano no 3 op. 200 (1981)
- Concerto pour piano no 4 op. 241/1 (1984)
- Concerto pour orgue no 1 op. 72 (1972)

## Musique de chambre
- Delta pour clarinette et piano op. 9 (1962)
- Loitsu pour trois percussionnistes op. 15 (1963)
- Alfa pour flûte et 7 cymbales op. 16 (1963)
- Nonnet no 1 quintette à vent et quatuor à cordes op. 19 (1963)
- Nonnet no 2 op. 41/2 (1968)
- Vipusessa käynti 7 contrebasses op. 44 (1969)
- Quatuor à cordes no 1 op. 50 (1969)
- Quatuor à cordes no 2 op. 63 (1971)
- Duo klarinetille ja lyömäsoittimille op. 66/2 (1971)
- Nonnet no 3 op. 79 (1973)
- Ilmatar, ilman impi pour piccolo seul op. 88 (1974)
- Johanneksen ilmestys,  fantaisie pour piccolo et orgue op. 95 (1975)
- Septemalia 7 contrebasses op. 97 (1975)
- 3 preludia kitaralle op. 99/1 (1975)
- Divertimento pour hautbois et percussions op. 127 (1977)
- Intermezzo pour flûte et guitare op. 130 (1977)
- Impressio pour violoncelle solo op. 140 (1978)
- Pianotrio op. 141 (1978)
- Kirinmyllyn tarinaa pour clarinette solo op. 143 (1978)
- Punainen lanka pour accordéon op. 145 (1978)
- Duo pour alto et piano op. 204 (1981)
- Jousitrio Aube op. 207 (1982)
- Quatuor à cordes no 3 op. 228 (1983)
- Kantelesonaatti op. 233 (1984)
- Metamorfos clarinette basse et marimba op. 245 (1985)
- Nonnet no 4 op. 248 (1985)
- Isis pour violoncelle et guitare op. 256 (1986)
- Soitto neljälle kromaattiselle kanteleelle op. 264 (1986)
- Osiris pour violon et guitare op. 268 (1987)
- Harlekiini pour violon et guitare op. 270 (1985)
- Vedenhaltia pour piano ou guitare op. 311 (1996)

### Piano
- 10 Bagatelles op. 8 (1961)
- Titisee op. 22 (1965)
- 4 preludia op. 24 (1965)
- Taara op. 34 (1967)
- Sonatiini op. 52 (1970)
- Pääsiäinen op. 66/1 (1971-72)
- Sonate no 1 op. 90 (1974)
- Pisaroita op. 109 (1976)
- Kimalluksia op. 134 (1977)
- Japanilaisessa puutarhassa op. 217 (1982-83)
- Puro vuorella op. 221 (1983)
- Faustus op. 269 (1987)
- Kukonaskel pour deux pianos op. 100 (1975)

### Orgue
- Intrada op. 36 (1967)
- Notre Dame op. 59 (1970)
- Orgelstück op. 70 (1972)
- Fantasia teemasta B-A-C-H op. 84 (1974/82)
- Alussa oli sana op. 96 (1975)
- Preludi op. 158 (1978)
- Largo religioso op. 187 (1980)
- Profeetta op. 234b (1984)
- Kupoli uruille ja tam-tamille op. 65 (1971)

## Référence
1. ↑  Liste exhaustive des compositions de Tauno Marttinen